# Ria Alldorf

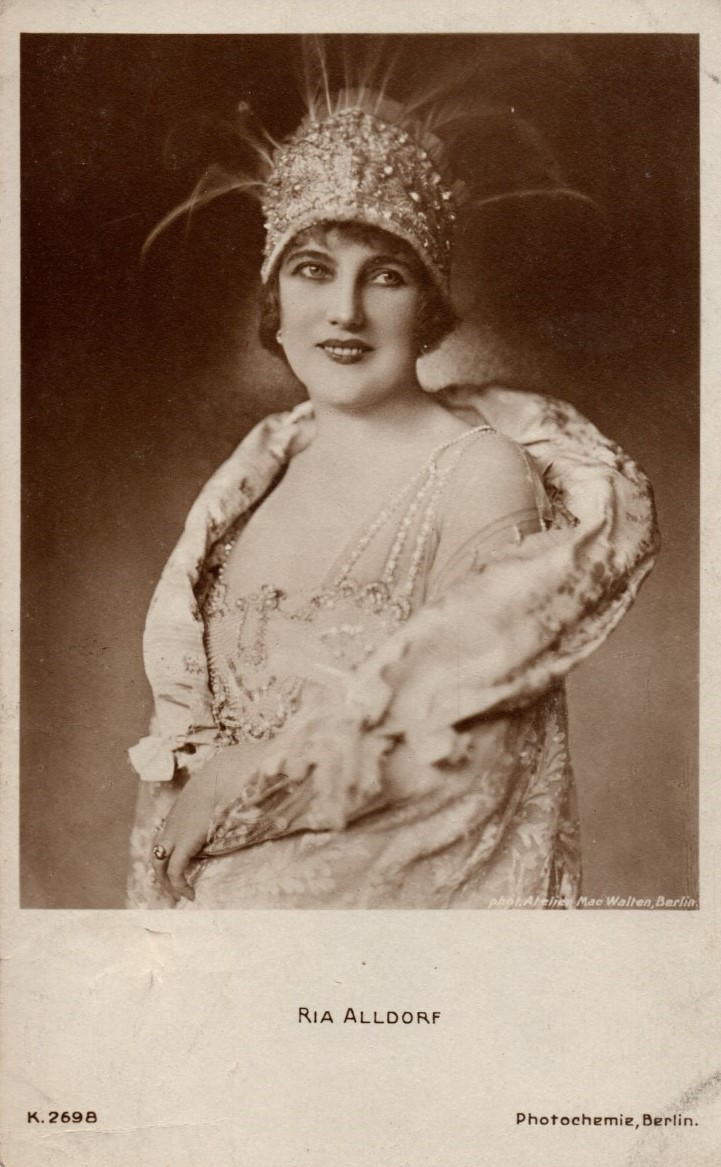
Ria Alldorf, ca. 1920

Ria Alldorf (* 15. September 1883 als Maria Anna Julia Duffek in Kunstadt; † 14. September 1966 in Berlin) war eine österreichisch-deutsche Theater- und Stummfilm-Schauspielerin.

## Leben und Wirken
Die Tochter des Gastwirts Franz Duffek und seiner Frau Josefa, geb. Charles, wuchs in Mähren auf und besuchte in Brünn eine Handelsschule. Ansonsten ist über ihre frühen Jahre nichts bekannt, außer dass sie 1906 in Wien einen Sohn und wenige Jahre später eine Tochter zur Welt brachte.
Nach eigenen Angaben begann die Künstlerin ihre Schauspielkarriere beim Theater, Festengagements sind jedoch nicht auszumachen. 1917 stieß sie in Berlin zum Stummfilm und ist von da an mit ihrem Pseudonym Ria Alldorf nachweisbar. Zunächst trat sie meist in Lustspielen unterschiedlicher Regisseure und Produktionsfirmen auf, ehe sie ins Genre der seinerzeit populären Sittenfilme wechselte, in welch letzterem sie die Titelrolle in Wolfgang Neffs Zweiteiler Die Brillantenmieze verkörperte. 1920 heiratete Ria Alldorf den 11 Jahre jüngeren Kaufmann Heinrich Schließenberg (genannt Heil) und verabschiedete sich bald darauf von der Leinwand.
Nachdem ihre Ehe 1923 geschieden wurde, verließ Ria Alldorf 1926 die deutsche Hauptstadt und ging zunächst nach Italien. Ab 1928 lebte sie in Nizza und begleitete ihre Tochter, eine Tänzerin, regelmäßig auf Tourneen. Nach Aufenthalten in Übersee, Paris und Belgien kehrte Ria Alldorf kurz vor Ausbruch des Zweiten Weltkriegs nach Berlin zurück. Zuletzt lebte die ehemalige Schauspielerin im Aquinata-Hospital in Berlin-Lichterfelde, wo sie am Tag vor ihrem 83. Geburtstag auch starb.
Ria Alldorfs Bruder war der Opernsänger, Schauspieler und Regisseur Oswald Duffek (Künstlername: Oswald Delmor, 1880–1926), an dessen Seite sie 1921 in Gerhard Lamprechts Die Erlebnisse einer Kammerzofe spielte.

## Filmografie
- 1917: Giovannis Rache
- 1918: Amor in der Klemme
- 1918: Die Frau mit den Opalaugen
- 1918: Lu’chen mit ’n süßen Schuhchen[7]
- 1918: Papachen macht einen Seitensprung
- 1919: Die Seebadnixe
- 1919: Der Kampf der Geschlechter
- 1919: Der Badegatte
- 1919: Der Hausfreundstellvertreter
- 1919: Der Wirrwarr
- 1920: Die Tochter des Organisten
- 1920: Sein Pelzmäuschen[8]
- 1921: Söhne der Hölle
- 1921: Die Erlebnisse einer Kammerzofe
- 1921: Frauenbeichte, Teil 1: Die Beichte der Ausgestoßenen
- 1921: Die Brillantenmieze (2 Teile)
- 1921: Ihr Spitzenhöschen[9]
- 1922: Tabea, stehe auf![10]